# 迪勒姆
迪勒姆（Dereham，/ˈdɪərəm/），又稱東迪勒姆，是英格蘭的一個城鎮和民政教區，位於諾福克郡，面積21.51 km2（8.31 sq mi）。據2001年人口普查，有 15,659人。2011年人口普查時有18,609人。